# Божићни устанак (ТВ серија)
Божићни устанак јесте серија са атрибутима драме и романсе из Црне Горе, која се од 29. јануара 2017. емитовала на РТЦГ. 
Серија је снимана у Цетињу, Ријеци Црнојевића у продукцији РТЦГ и Студио Догме из Подгорице. Сценарио за серију потписују Жељко Сошић и Јована Бојовић, а режисер је Жељко Сошић.

## Радња
Серија говори о турбулентном времену, почетка 20. вијека, о крају Великог рата и посљедицама које је он оставио на балканске народе. Краљ Никола се не враћа у државу, у којој се све више становништва окреће против њега и представника власти Краљевине Црне Горе. Командант новоформираних Јадранских трупа, заједно са војском Краљевине Србије долази на Цетиње, са циљем да се припреми терен за безусловно уједињење Црне Горе и Србије, и слом црногорске државности, чему се противи већи број становника Црне Горе. Народ је подијељен, једни су за краља Николу, једни за краља Александра што ће довести до крвопролића и оружаних сукоба. По сриједи је и љубавна прича између Јелене, најљепше Цетињанке и кћерке представника краљеве Владе, Тодора, и Данила, који се вратио из Русије, сада као комуниста, чије ставови и дјеловање доводе до краха патријархалне породице, заваде међу браћом и губитка љубави.

## Улоге
| Глумац               | Улога               |
| -------------------- | ------------------- |
| Миодраг Радоњић      | Данило Божов        |
| Сања Јовићевић       | Јелена Тодорова     |
| Амар Буквић          | Шарл                |
| Наташа Нинковић      | Ксенија             |
| Мирко Влаховић       | поп Стево           |
| Милош Пејовић        | Нико Божов          |
| Младен Нелевић       | Тодор               |
| Момо Пичурић         | Јанко Шћепанов      |
| Војин Ћетковић       | Ђуро Драшковић      |
| Срђан Граховац       | Крсто Зрнов Поповић |
| Мишо Обрадовић       | Милош Јанков        |
| Петар Влаховић       | Иван Ников          |
| Лазар Мартиновић     | Божо Ников          |
| Вања Јовићевић       | Милица Никова       |
| Марија Ђурић         | Драгица             |
| Александар Радуловић | Перо                |
| Бранка Станић        | Анка Перова         |
| Данило Челебић       | Полицајац Јоко      |
| Боро Стјепановић     | Пешо                |
| Марко Николић        | Митрофан Бан        |
| Небојша Кундачина    | Генерал Милутиновић |
| Мирза Халиловић      | Генерал Венел       |
| Слобо Маруновић      | Генерал Врбица      |
| Жељко Радуновић      | Јован Пламенац      |
| Давор Драгојевић     | шверцер             |
| Вуле Марковић        | Полицајац Машан     |
| Маја Стојановић      | Дара                |
| Оливера Вуковић      | Ђукна               |
| Славиша Голубовић    | Андрија Раичевић    |
| Радосав Вукићевић    | Божо Петровић Његош |